# Afronurus kumbakkaraiensis
Afronurus kumbakkaraiensis is een haft uit de familie Heptageniidae. De wetenschappelijke naam van de soort is voor het eerst geldig gepubliceerd in 1990 door Venkataraman & Sivaramakrishnan.
De soort komt voor in het Oriëntaals gebied.